# 부림동 (안양시)
부림동(富林洞)은 경기도 안양시 동안구의 행정동이다.

## 개요
부림동은 조선시대에는 과천군 상서면 일동리였다. 1914년 시흥군 서이면 일동리로 행정구역이 바뀌었고, 1941년 시흥군 안양면 일동리, 1949년 8월 14일 시흥군 안양읍 일동리가 된 데 이어, 1973년 7월 1일 안양시 관양동이 되었다.
1990년 5월 21일 관양동이 관양1·2동으로 분동되었고, 1992년 10월 1일 동안구 관할로 되었다. 1993년 1월 15일 관양2동이 분동되어 관양2동과 부림동으로 나뉘었다.

## 법정동
- 관양동

## 교육
- 부림초등학교
- 부안초등학교
- 부림중학교
- 부안중학교
- 평촌경영고등학교

## 교통
- 평촌역

## 주요 기관
- 안양시청
- 안양시 의회
- 안양지청
- 평촌시립도서관
- 부림동 우체국
- 안양교육지원청
- 안양 소방서
- 동안양세무서
- 한국석유공사